# Syrsko-malabarská katolická církev
Syrsko-malabarská katolická církev je jedna z východních katolických církví chaldejské tradice, která používá syrsko-malabarský obřad.

## Historie a současnost
Je rozšířena nejvíce v indickém státě Kérala, kde je Vyšší archieparchie Ernakulam–Angamaly se sídlem v Kóčinu. Má 4 251 400 věřících (2017), jejich počet neustále rychle narůstá: 2010 – 3 828 590, 2014 – 3 899 580, 2016 – 4 189 350). Věřící mají kořeny u Tomášovských křesťanů. Jsou tak druhou nejpočetnější z východních katolických církví (ukrajinští řeckokatolíci mají přes 4 600 000 věřících). Odvozují svoji přítomnost od působení apoštola svatého Tomáše v Indii v 1. století. Dlouhou dobu žili v relativní izolaci od ostatního křesťanského světa s výjimkou Asyrské církve Východu, s kterou udržovali církevní společenství, a která jim posílala nebo potvrzovala biskupy a metropolity.
Po příchodu portugalských kolonizátorů (v roce 1498), navzdory tomu, že Tomášovští křesťané uznávali výsadní postavení Říma, začali je portugalští misionáři latinizovat. Následkem toho se většina Tomášovských křesťanů roku 1653 oddělila od Říma, ale zanedlouho se (většina) vrátila nazpět.
Ve 20. století se začala delatinizace a návrat k orientálním kořenům církve, její přijetí bylo rozpačité. Prvky římského ritu se roku 1962 římský papež pokusil odstranit, ale ve většině malabarských diecézí se návrat k původní podobě obřadu fakticky neuskutečnil.
Roku 2023 přinesl server Vatican News promluvu papeže Františka k věřícím o podobě ritu, konkrétně slavení knězem čelem k oltáři nebo k lidu. Papež upozornil, aby se tento spor nestal příčinou rozdělení.

### Arcidiecéze a diecéze
V současné době má církev jednu vyšší/vrchní arcidiecézi, 4 metropolitní archieparchie (arcidiecéze), 27 eparchií (diecézí – jedna v USA, sv. Tomáše v Chicagu, která vznikla roku 2001, a další eparchie sv. Tomáše v Melbourne v Austrálii, vzniklá roku 2013, a eparchie ve Velké Británii) a apoštolský exarchát v Kanadě. V roce 2004 si vymohli na tehdejším římském papeži sv. Janu Pavlu II. právo si vrchního arcibiskupa zvolit (jako u patriarších církví), papež pak zvoleného pouze potvrdí.

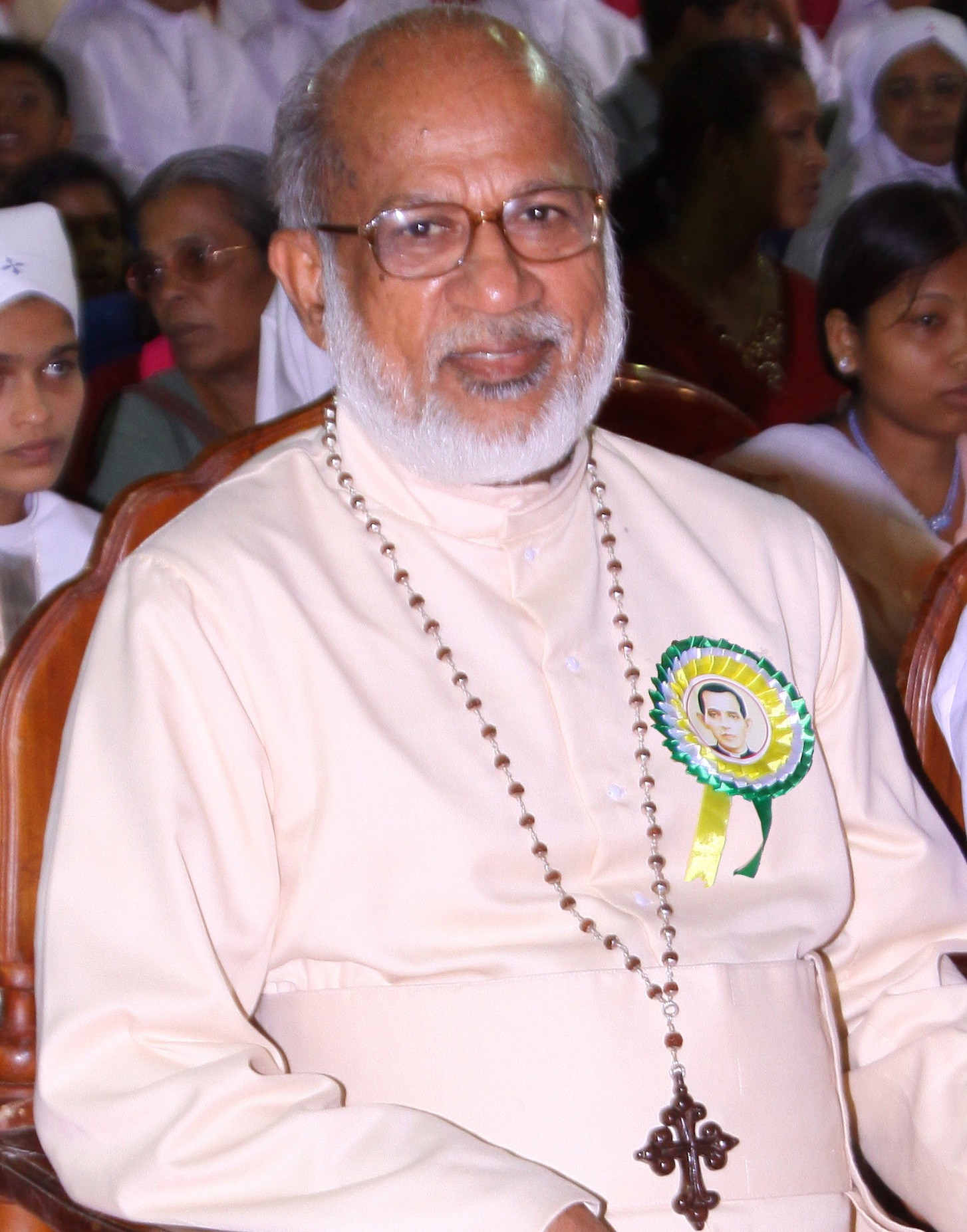
Vyšší arcibiskup Alencherry

- Vyšší archieparchie Ernakulam–Angamaly (založena 1992, od roku 1923 archieparchie) – archieparcha / arcibiskup George Alencherry, do nedávna též vrchní/vyšší arcibiskup celé církve (odstoupil 7. prosince 2023)
  - Eparchie Idukki (zal. 2003) – současný biskup Mathew Anikuzhikattil
  - Eparchie Kothamangalam (zal. 1956) – současný biskup George Madathikandathil

- Archieparchie Changanacherry (zal. 1956) – současný arcibiskup Joseph Perumthotttam
  - Eparchie Kanjirapally (zal. 1977) – současný biskup Mathew Arackal
  - Eparchie Palai (zal. 1950) – současný biskup Joseph Kallarangatt
  - Eparchie Thuckalay (zal. 1996) – současný biskup George Rajendran Kuttinadar, S.D.B.

- Archieparchie Kottayam (zal. 2005) – současný arcibiskup Mathew Moolakkattu, O.S.B.

- Archieparchie Tellicherry (zal. 1995) – současný arcibiskup George Valiamattam
  - Eparchie Belthangady (zal. 1999) – současný biskup Lawrence Mukkuzhy
  - Eparchie Bhadravathi (zal. 2007) – současný biskup Joseph Erumachadath, M.C.B.S.
  - Eparchie Mananthavady (zal. 1973) – současný biskup José Porunnedom
  - Eparchie Mandya (zal. 2010) – současný biskup George Njaralakatt
  - Eparchie Thamarasserry (zal. 1986) – současný biskup Remigiose Inchananiyil

- Archieparchie Trichur (zal. 1995) – archieparcha/apostolsky administrator Andrews Thazhath, odstoupil 7. prosince 2023
  - Eparchie Irinjalakuda (zal. 1978) – současný biskup Pauly Kannookadan
  - Eparchie Palghat (zal. 1974) – současný biskup Jacob Manathodath
  - Eparchie Ramanathapuram (zal. 2010) – současný biskup Paul Alappatt

- Eparchie podřízené různým latinským metropolím v Indii:
  - Eparchie Adilabad (zal. 1999) – současný biskup Joseph Kunnath, C.M.I.
  - Eparchie Bijnor (zal. 1977) – současný biskup John Vadakel, C.M.I.
  - Eparchie Chanda (zal. 1977) – současný biskup Vijay Anand Nedumpuram, C.M.I.
  - Eparchie Gorakhpur (zal. 1984) – současný biskup Thomas Thuruthimattam, C.S.T.
  - Eparchie Jagdalpur (zal. 1977) – současný biskup Joseph Kollamparampil, C.M.I.
  - Eparchie Kalyan (zal. 1988) – současný biskup Thomas Elavanal, M.C.B.S.
  - Eparchie Rajkot (zal. 1977) – současný biskup José Chittooparambil, C.M.I.
  - Eparchie Sagar (zal. 1977) – současný biskup Anthony Chirayath
  - Eparchie Satna (zal. 1977) – současný biskup Matthew Vaniakizhakel, C.V.
  - Eparchie Ujjain (zal. 1977) – současný biskup Sebastian Vadakel, M.S.T.

- Eparchie bezprostředně podřízené Svatému stolci většinou mimo Indii:
  - Eparchie Faridabad (zal. 2012) – současný arcibiskup-biskup Kuriakose Bharanikulangara
  - Eparchie svatého Tomáše apoštola v Chicagu (zal. 2001) – současný biskup Jacob Angadiath
  - Eparchie Svatého Tomáše apoštola v Melbourne (zal. 2013) – současný biskup Bosco Puthur
  - Eparchie Velké Británie (zal. 28. července 2016) – současný biskup Joseph Srampickal (2016 : 38 000 věřících a 23 diecézních kněží)
  - Apoštolský exarchát pro syromalabarské věřící v Kanadě (zal. 6. srpna 2015) – biskup-exarcha Jose Kalluvelil, titulární biskup z Tabalty (2016 : 9 100 věřících)

### Svatí, blahoslavení, ctihodní a služebníci Boží

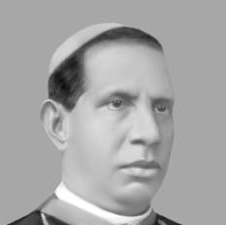
Matthew Makil

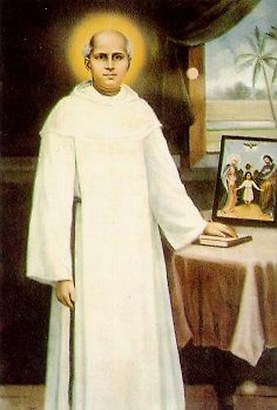
Kuriakose Elias Chavara

#### Svatí
- Alphonsa Muttathupadathu – klariska
- Euphrasia Eluvathingal – karmelitka
- Mariam Thresia Chiramel Mankidiyan – řeholnice a zakladatelka kongregace
- Kuriakose Elias Chavara – kněz a karmelitán

#### Blahoslavení
- Augustine Thevarparampil – kněz
- Mariam Vattalil – řeholnice a mučednice

#### Ctihodní
- Thomas Kurialacherry - biskup Changanacherry
- Mathew Kadalikkattil – kněz
- Mathew Makil – apoštolský vikář

#### Služebníci Boží
- Joseph Vithayathil – kněz
- Thomas Poothathil – kněz
- Varghese Payyappilly – kněz
- Augustine John Ukken – kněz
- Joseph Panjikaran – kněz
- Antony Thachuparambil – kněz
- Mathew Kavukatt – arcibiskup Changanacherry
- Maria Celine Kannanaikal – sestra Uršulinka
- Thommachan Puthenparampil – laik arcidiecéze Changanacherry